# Kal, Ivančna Gorica
Kal este o localitate din comuna Ivančna Gorica, Slovenia, cu o populație de 107 locuitori.